# Мележи
Мележи — участок (населённый пункт) в Киржачском районе Владимирской области России, входит в состав Филипповского сельского поселения. 

## География
Населённый пункт расположен близ автомобильной трассы А108 в 4 км на восток от центра поселения села Филипповское и в 16 км на юго-запад от Киржача. К населённому пункту прилегает большой массив садовых товариществ.

## История
Участок Мележи основан до Великой Отечественной войны, как конечный пункт узкоколейной железной дороги Электрогорского торфопредприятия, входил в состав Филипповского сельсовета, с 2005 года — в составе Филипповского сельского поселения. 

## Население
| 1959 | 1970 | 1979 | 1983 | 2002 | 2010 | 2021 |
| ---- | ---- | ---- | ---- | ---- | ---- | ---- |
| 489  | ↘406 | ↘275 | ↘215 | ↘119 | ↗407 | ↘198 |